# Nacionalni park Lorenc
Nacionalni park Lorenc je najveći nacionalni park u jugoistočnoj Azija (25.056 km²). Smešten je na severozapadnoj obali ostrva Nove Gvineje u indonezijskoj pokrajini Papua. Park je nazvan po holandskom istraživaču Hendrikusu Albertusu Lorencu koji je prvi prošao ovim područjem u ekspediciji 1909-10. godine.
To je jedino zaštićeno područje na svetu u kojemu se nalazi netaknut i neprekinut prelaz od ekosistema večitog planinskog leda do tropskih obala, uključujući široka područja nizinskih vlažnih područja, kišnih šuma i alpske tundre. Kako se nalazi na dodirnoj tački dve kontinentalne ploče, ovo područje je mesto kontinuiranih formacija planina i delovanja ledenjaka. S velikim brojem nalazišta fosila i živih endema, te najvećim stepenom bioraznolikosti u širem području, takođe je važno mesto za proučavanje evolucije života na Novoj Gvineji. Zbog toga je njegovih 23.500 km² upisano na Uneskov spisak mesta svetske baštine u Aziji 1999. godine.

## Odlike
U parku se nalazi 4.884 metra visok vrh planine Maoka, Punkak Džaja, koji je najviši vrh između Himalaja i Anda. U parku se nalaze mnoga neistražena i nezabeležena područja u kojima verojatno obitavaju mnoge vrste biljaka i životinja koje su nepoznate naučnicima.

### Bioraznolikost
U Nacionalnom parku Lorenc obitava više vrsta biljaka kao što su: nipah (Nypa fruticans), bakau (Rhizophora apiculata), Pandanus julianettii, Colocasia esculenta, Podocarpus pilgeri i Nauclea coadunata.
Tu obitava i preko 630 vrsta ptica (oko 70% od ukupnog broja na Novoj Gvineji), među kojima su dve vrste kazuara, 31 vrsta goluba, 31 vrsta kakadua, 13 vrsta vodomara, 29 vrsta medosasa i veliki broj ugroženih vrsta kao što je veliki kazuar, južnjački krunasti golub (Goura scheepmakeri), Peskvetov papagaj (Psittrichas fulgidus), Salvadorijeva patka (Salvadorina waigiuensis) i Makgregorov divovski medojed (Macgregoria pulchra). Endemske vrste su snežnoplaninski fazan (Anurophasis monorthonyx) i snežnoplaninski crvendać (Petroica archboldi), te 26 tropskih vrsta.
Od 123 vrsta sisara tu obitavaju: dugokljuni jež (Zaglossus bruijni), kratkokljuni jež (Tachyglossus aculeatus), 4 vrste kuskusa (Phalangeridae), te valabiji, divlje mačke, šumski klokani i endemski šumski klokan Dingizo (Dendrolagus mbaiso).

## Ljudsko stanovanje i kultura
Područje nacionalnog parka bilo je naseljeno više od 25.000 godina. Šume Lorenca obuhvataju tradicionalne zemlje osam autohtonih etničkih grupa, uključujući Asmale, Emuge, Dane, Sempane, i Nduge. Procenjuje se da sadašnja populacija varira između 6.300 i 10.000.
Široko je prihvaćeno da strategije uprave očuvanja parka moraja da uključuju potrebe i težnje tih naroda ako se želi da se ostvari uspešna zaštita biodiverziteta parka. Štaviše, kulturna raznolikost je još jedna važna mera uspeha parka.

## Galerija
- Ledenjaci Punkak Džaje 1936. godine.
- Ledenjaci 1990. i 2003.
- Ostaci ledenjaka Punkak Daje
- Divovska biljka mesožder (Nepenthes[18][19])
- Južnjački krunasti golub ([20][21]) u parku

## Literatura
- Ronald G. Petocz, Conservation and Development in Irian Jaya, 1989., Leiden: E.J. Brill.
- Pouwer, Jan (2010). Gender, ritual and social formation in West Papua : a configurational analysis comparing Kamoro and Asmat. Leiden: KITLV Press. стр. 119. ISBN 978-90-04-25372-8. OCLC 808384659.
- Jarić, Ivan; Roll, Uri; Bonaiuto, Marino; Brook, Barry W.; Courchamp, Franck; Firth, Josh A.; Gaston, Kevin J.; Heger, Tina; Jeschke, Jonathan M.; Ladle, Richard J.; Meinard, Yves; Roberts, David L.; Sherren, Kate; Soga, Masashi; Soriano-Redondo, Andrea (мај 2022). „Societal extinction of species”. Trends in Ecology & Evolution (на језику: енглески). 37 (5): 411—419. PMID 35181167. S2CID 246894136. doi:10.1016/j.tree.2021.12.011. hdl:10138/358259.
- Harris, J. Arthur (1916). „The Variable Desert”. The Scientific Monthly. 3 (1): 41—50. JSTOR 6182.
- Dasmann, Raymond F. (1967). „A Different Kind of Country”. Kirkus Reviews. Приступљено 7. 8. 2022.
- Brown, William Y. Brown (9. 8. 2011). „Conserving Biological Diversity”. Brookings Institution. Приступљено 7. 8. 2022.
- Terbogh, John (1974). „The Preservation of Natural Diversity: The Problem of Extinction Prone Species”. BioScience. 24 (12): 715—722. JSTOR 1297090. doi:10.2307/1297090.
- Soulé, Michael E.; Wilcox, Bruce A. (1980). Conservation biology: an evolutionary-ecological perspective. Sunder*land, Mass: Sinauer Associates. ISBN 978-0-87893-800-1.
- „Robert E. Jenkins”. Nature.org. 18. 8. 2011. Архивирано из оригинала 19. 9. 2012. г. Приступљено 24. 9. 2011.
- Wilson, E. O. (1988). Biodiversity. National Academy Press. стр. vi. ISBN 978-0-309-03739-6. PMID 25032475. doi:10.17226/989.
- Tangley, Laura (1985). „A New Plan to Conserve the Earth's Biota”. BioScience. 35 (6): 334—336+341. JSTOR 1309899. doi:10.1093/bioscience/35.6.334.
- Wilson, E.O. (1. 1. 1988). Biodiversity. National Academies Press. ISBN 978-0-309-03739-6. online edition Архивирано 13 септембар 2006 на сајту
- Global Biodiversity Assessment: Summary for Policy-makers. Cambridge University Press. 1995. ISBN 978-0-521-56481-6.

## Spoljašnje veze
- Službena stranica Nacionalnog parka Lorentz (indn.)
- Indo-Pacific Conservation Alliance Project — Facilitating Community-Driven Conservation and Strengthening Local Cultural Institutions in the Greater Lorentz Lowlands (језик: енглески)
- Birdlife EBA Factsheet: South Papuan Lowlands Архивирано на веб-сајту  (3. јануар 2009) (језик: енглески)